# Luica
Luica é uma comuna romena localizada no distrito de Călăraşi, na região de Muntênia. A comuna possui uma área de  km² e sua população era de 2118 habitantes segundo o censo de 2007.